# Mas Matamala (Sils)
El Mas Matamala és una masia a mig camí dels nuclis de Sils i Vidreres (la Selva). Surt esmentat al fogatge de l'any 1497 i es troba al costat de l'antic estany de Sils, dessecat al segle xix, prop de l'embarcador.
És un edifici de dues plantes, de coberta amb vessants a laterals i cornisa catalana. La façana conserva el portal adovellat de mig punt i una finestra rectangular de pedra amb motllures, la resta són obertures senzilles. En la reforma de fa 35 anys es va treure una finestra d'arc conopial les pedres de la qual ara són a un mur que fa de jardinera al davant de la casa. També es va fer el rellotge de sol circular i el nom de la casa, Can Matamala, amb mosaic de pedretes encastades. El parament és arrebossat i pintat de blanc. Hi ha un banc adossat al costat dret de la porta, també de construcció nova. Tan la porta principal com la finestra de la planta baixa, situada a la dreta, tenen una reixa de ferro forjat de color negra.
A l'interior es manté bastant l'estructura original, tot i que els forjats s'han substituït per bigues de ferro excepte a la part de la pallissa i el graner que conserven l'embigat de fusta.